# Daniel Dumitrescu
Daniel Dumitrescu (ur. 23 września 1968 w Bukareszcie) – rumuński bokser, zdobył srebrny medal kategorii piórkowej na letnich igrzyskach olimpijskich w Seulu. W 1989 roku zdobył srebrny medal na Mistrzostwach Europy w Atenach w wadze lekkiej.